# Euglossa urarina
Euglossa urarina är en biart som beskrevs av Hinojosa-díaz och Engel 2007. Euglossa urarina ingår i släktet Euglossa, tribus orkidébin, och familjen långtungebin. Inga underarter finns listade.